# Rue des Fantasques
La rue des Fantasques est une rue du quartier des pentes de la Croix-Rousse dans le 1er arrondissement de Lyon, en France.

## Situation et accès
La rue débute rue Philibert-Delorme, au niveau de la montée Coquillat. Un peu plus loin, la ruelle des fantasques rejoint la montée Coquillat. La rue aboutit montée Saint-Sébastien ; juste avant, quelques escaliers permettent de rejoindre plus rapidement la rue Imbert-Colomès.
Les escaliers des rues Grognard et Adamoli se terminent sur cette voie avec un stationnement cyclable au bas des escaliers de la rue Grognard. La circulation se fait dans le sens inverse de la numérotation et à double-sens cyclable avec un stationnement des deux côtés.

## Origine du nom
L'origine du nom n'est pas connue avec certitude mais celui-ci est attesté depuis 1680.
En 1877, Paul Saint-Olive cite, dans la Revue du Lyonnais, l'almanach de 1745 qui donne une explication au nom de la rue : « On nomme ainsi ce chemin [...] parce que c'est un chemin fort écarté, servant de [promenade] à des gens [...] qui veulent éviter la compagnie ». Saint-Olive cite également le chanoine Guillaume Paradin, d'après qui, au XVIe siècle, « [des] brigands et [des] larrons qui se cachaient en ce lieu détroussaient et assassinaient les passants », cette route rejoignant celle de Bresse.
De nouveau en 1902, Aldophe Vachet, dans son ouvrage À travers les rues de Lyon, et Maurice Vanario en 2002 dans Rues de Lyon à travers les siècles, citent l'almanach de 1745, sans avancer davantage d'explications.

## Histoire
Le franc-maçon Jean-Baptiste Willermoz (1730-1824) avait sa propriété dans cette rue entre la fin du XVIIIe siècle et le début du XIXe siècle.
En février 2022, un incendie provoqué par un court-circuit au no 6 coûte la vie à une femme d'une soixantaine d'années.

## Description
Aux nos 10-12, en 1950, les restes d'un soldat romain probablement mort au cours de la bataille de Lugdunum ont été découverts. Il était accompagné de son mobilier, comprenant : épée, lettres de bronze formant les mots VTERE FELIX, fibule, une bourse contenant douze deniers et un sesterce ainsi divers petits objets en bronze.
Au no 12, une porte ayant été condamnée servait à accéder au réseau souterrain des Fantasques.